# Marco Erennio
Marco Erennio (in latino Marcus Herennius; fl. I secolo a.C.) è stato un politico romano.

## Biografia
Marco Erennio iniziò la sua carriera politica nel 108 o 107 a.C. come triumvir monetalis. Non più tardi del 96 a.C. deve aver ricoperto la carica di pretore dato che, anche se di origine plebea e primo componente della sua famiglia (homo novus), riuscì a farsi eleggere console per l'anno 93 a.C. sconfiggendo il nobile e più abile Lucio Marcio Filippo.
Plinio il Vecchio riporta che l'anno del consolato di Erennio fu memorabile per la quantità di silfio (genere Ferula) proveniente dalla Cirenaica ed importato a Roma. Sempre secondo Plinio, questo intenso commercio fu favorito dalle strette conoscenze familiari degli Erenni con i commercianti libici. Secondo Cicerone, Marco Erennio fu un oratore mediocre.